# Dufourea carbopila
Dufourea carbopila är en biart som först beskrevs av Wu 1986.  Dufourea carbopila ingår i släktet solbin, och familjen vägbin. Inga underarter finns listade i Catalogue of Life.